# Атабеков, Григорий Иосифович
Григорий Иосифович Атабе́ков (1908—1966) — советский учёный, доктор технических наук, профессор, лауреат Сталинской премии.

## Биография
Родился 7 (20 мая) 1908 года. Среднее и высшее образование получил в Тбилиси, в 1930 году окончил электромеханический факультет Государственного политехнического института.
В 1930—1935 годах — старший инженер Закавказского районного управления Главэнерго. Одновременно читал лекции в Закавказском индустриальном институте.
С 1935 года работал в Мосэнерго, затем в Теплоэлектропроекте, по совместительству преподавал в Московском институте механизации и электрификации сельского хозяйства (1935—1942). В 1935—1937 годах разработал ряд принципиально новых типов малорелейных схем защиты.
В 1938 году решением Учёного совета МЭИ по совокупности научных трудов и изобретений (без защиты диссертации) присвоены степень кандидата технических наук и учёное звание доцента.
С октября 1940 по ноябрь 1942 года обучался в докторантуре АН СССР, защитил докторскую диссертацию «Проблема создания малорелейных защит в электрических системах». В 1943 году утверждён в звании профессора.
В 1942—1945 годах — заведующий кафедрой, декан факультета электропроводной связи в ЛИИС имени М. Д. Бонч-Бруевича, где читал курсы «Электромагнитные механизмы» и «Теория связи по проводам».
С 1945 года — старший научный сотрудник Центральной научно-исследовательской электротехнической лаборатории Министерства электростанций СССР, где создал первую советскую безинерционную высокочастотную защиту электрических сетей.
С 1946 года заведовал кафедрой теоретических основ электротехники МАИ.
Член Экспертной электротехнической комиссии ВАК Министерства высшего образования СССР, член редколлегии журнала «Изобретательство» в СССР, член Экспертного совета Комитета по делам изобретений и открытий при СМ СССР.
Дочь — Атабекова Елена Григорьевна (1945г). Приёмный сын — вирусолог, академик РАН И. Г. Атабеков (1934—2021).
Умер 16 июня 1966 года. Похоронен в Москве на Армянском кладбище.

## Основные работы
- «Релейная защита высоковольтных сетей» (1949) — в последующем издана на венгерском, румынском и китайском языках;
- «Линейные электрические цепи» (1957);
- «Теоретические основы электротехники» — учебник, последнее (6-е) издание — 2008 года;
- Гармонический анализ и операторный метод: В приложении к линейным электрическим цепям. Автор: Григорий Иосифович Атабеков. (Москва: Оборонгиз, 1956)
- Основы теории цепей. Учебник для вузов. Автор: Григорий Иосифович Атабеков. (Москва: Издательство «Энергия», 1969).

## Награды и премии
- Сталинская премия третьей степени (1950) — за разработку и освоение серийного выпуска быстродействующей фильтровой высокочастотной защиты электросетей
- премия имени П. Н. Яблочкова АН СССР (1959) — за разработку теоретических основ релейной защиты высоковольтных сетей.